# Nakahako
Nakahako ist ein Verwaltungsbezirk (englisch Ward) des Distrikts Newala in der tansanischen Region Mtwara.

## Geografie
Nakahako liegt im Südosten von Tansania etwa 25 Kilometer Luftlinie nordwestlich der Distrikthauptstadt Newala. Der Bezirk grenzt im Norden an Mnyambe, im Osten an Malatu, im Südosten an Chitekete, im Süden an Mnekachi und Lulindi und im Westen an Mkululu. Bei der Volkszählung 2022 lebten 4924 Menschen in 1593 Haushalten auf einer Fläche von 66 Quadratkilometern.

## Gliederung
Der Bezirk besteht aus fünf Gemeinden (Mtaa) mit 14 Orten (Kitongoji):
| Nakahako - Juhudi - Msimamo - Mdenga - Polepole | Mnauke - Miembeni - Maendeleo - Songambele | Mitahu - Mkundane - Makondeko - Chipelele | Mpalu - Mchauru - Pachanne | Lukohe - Kisiwani - Kilimahewa |

## Gesundheit
Im Bezirk liegen zwei staatliche Apotheken, eine in der Gemeinde Nakahako und eine in Mpalu.